# هنری لبگ
هنری لبگ (به فرانسوی: Henri Leon Lebesgue) ریاضی‌دان فرانسوی بود که به خاطر نظریهٔ انتگرالگیری اش که تعمیم مفهوم مربوط به قرن هفدهم از انتگرال‌گیری - جمع مساحت بین یک منحنی و محور مربوط به آن - است شهرت دارد.
هنری لبگ در 28 ژوئن 1875 در بووه ، اوآز متولد شد. پدر لبگ حروفچین و مادرش معلم مدرسه بود. والدینش کتابخانه ای را جمع‌آوری کردند که هنری جوان می‌توانست از آن استفاده کند. پدرش در حالی که لبگ هنوز بسیار جوان بود بر اثر بیماری سل درگذشت و مادرش مجبور شد او را به تنهایی حمایت کند. همان‌طور که او استعداد قابل توجهی در ریاضیات در دبستان نشان داد، یکی از مربیان وی برای ادامه تحصیل در کالج دو بووه و سپس در لیسه سن-لوئی و لیسه لوئی-له-گرند در پاریس، حمایت اجتماعی را ترتیب داد.
در سال 1894 ، لبگ در مدرسه عالی نرمال پذیرفته شد، جایی که وی همچنان تمرکز خود را بر روی مطالعه ریاضیات گذاشت و در سال 1897 فارغ‌التحصیل شد. پس از فارغ‌التحصیلی، او دو سال در مدرسه عالی نرمال باقی ماند و در کتابخانه کار کرد، جایی که او از تحقیقات انجام شده در مورد ناپیوستگی توسط رنه لوئی بایر ، فارغ التحصیل اخیر مدرسه، آگاه شد . در همان زمان او تحصیلات تکمیلی خود را در دانشگاه سوربن آغاز کرد، جایی که در مورد کار امیل بورل در زمینه نظریه اندازه‌گیری اولیه و کار کامیل جردن در اندازه گیری جردن آشنا شد. در سال 1899 ، وی در حالی که به تحصیل در مقطع دکترا ادامه می‌داد، به سمت تدریس در لیسه - مرکزی در نانسی نقل مکان کرد. در سال 1902 دکترای خود را دریافت کرد. از سوربن با پایان‌نامه نهایی «انتگرال، طول، منطقه»، ارائه شده با بورل، چهار سال بزرگتر، به عنوان استاد راهنما.
پس از انتشار پایان‌نامه خود، در سال 1902 به لبگ موقعیتی در دانشگاه رن پیشنهاد شد و تا سال 1906 در آنجا سخنرانی کرد و سپس به دانشکده علوم دانشگاه پوآتیه نقل مکان کرد. در سال 1910 لبگ به سوربن نقل مکان کرد و از سال 1919 به عنوان پروفسور ارتقا یافت . در سال 1921 او سوربن را ترک کرد تا استاد ریاضیات در کالج دو فرانس شود ، جایی که سخنرانی کرد و تا پایان عمر تحقیق کرد. در سال 1922 او به عنوان عضو فرهنگستان علوم فرانسه انتخاب شد . هنری لبگ در 26 ژوئیه 1941 در پاریس درگذشت.